# 清水憲一
清水 憲一（しみず のりかず、1948年10月 - ）は日本の経済史学者、産業考古学者、日本経済史、地域経済史。
元九州国際大学学長、名誉教授。島根県邇摩郡仁摩町（現在の大田市）出身。
産業遺産学会会長。

## 略歴
静岡大学人文学部日本史科卒業。1977年立命館大学大学院経済学研究科博士課程取得退学。同年八幡大学社会文化研究所就任。
1978年同大学法経学部講師就任。1980年助教授。1983年バーミンガム大学留学。1998年経済学部長、大学院研究科長を経て2007年学長に就任。
2017年九州国際大学退任。以後、田川市石炭・歴史博物館副館長、附属研究所長。他に九州・山口の近代化産業遺産群ユネスコ推薦書作成委員、文化庁世界文化遺産特別委員会委員、産業考古学会理事などを歴任。また門司港駅、足尾銅山、三重津海軍所跡、三井三池炭鉱万田坑などの史跡検討委員も務める。
官営八幡製鐵所の研究に於いても知られる。

## 著書
- 『北九州市』
- 『わが故郷八幡』共著　中村修身 他    　　 北九州八幡信用金庫編　1995年
- 『北九州市産業史』
- 『北九州の近代化遺産』　編書　　弦書房　 2006年
- 『北九州・筑豊の近代化遺産』　編書　　弦書房　　2009年

## 論文
KIU基本情報 論文欄参照